# Роль (мистецтво)
Роль — образ, втілюваний актором, текст однієї дійової особи в п'єсі. Завдання, поставлене перед актором-виконавцем в спектаклі на театральній сцені або в кіно. Як правило, роллю для виконавця є художнє втілення певного образу і словесне виконання відповідного тексту. Виконавцем ролі в цьому випадку може бути як театральний актор, так і співак або танцюрист. Термін роль в наш час використовується також в кіно і на телебаченні.

## Фразеологія
- Грати роль,
- Відігравати роль. — Брати роль кого — бути ким-небудь, виконувати чиїсь обов'язки.
- Ввійти в роль,
- Витримати роль.

## Етимологія
Від фр. rôle — список, перелік, роль, початкове згорток, на якому записувалися слова окремого актора, зводиться до лат. rotulus (rotula) — згорток, кільце, похідного від лат. rota — колесо.